# 李继徽
李继徽（9世纪—914年），史籍多称其本名杨崇本，晚唐和五代十国早期岐国军阀，以节度使身份统领静难。

## 家世
杨崇本生年不详，籍贯无可考。幼年为凤翔节度使李茂贞所养，因而改名李继徽。乾宁三年（896年）三月，他以天雄军留后被任为节度使。四年（897年），他被李茂贞派去援助被西川节度使王建攻打的盟友东川节度使顾彦晖。正月，李继徽败于王建养子戎州刺史领凤翔西面行营先锋使王宗谨。
七月，在李茂贞请求下，他被任为静难节度使。

## 任静难节度使

### 唐朝年间
天复元年（901年），唐朝都城长安以韩全诲为首的当权宦官害怕被在位的唐昭宗和宰相崔胤屠戮，因李茂贞是他们的盟友，他们先是说服李茂贞留所选军士四千宿卫长安，以养子李继筠及李继徽统帅，再挟持昭宗到凤翔。崔胤召盟友宣武军节度使朱全忠，朱全忠攻凤翔，但首次进攻无果后，北上攻静难。朱全忠子忠武军节度使朱友裕破灵台、良原，下陇州，十一月，李继徽在守城三天后出城以邠、宁、庆、衍四州请求投降，获准留任，并请求改回原名杨崇本，纳妻儿为质，朱全忠同意，将人质带到自己控制的河中。
随后朱全忠围凤翔军部凤翔府。三年（903年），凤翔府陷入绝境，李茂贞被迫杀戮宦官并将昭宗交给朱全忠以求和。朱全忠撤军带昭宗回长安。其间，他带着杨崇本的家属，并安置于河中，且在那里迫使美丽出众的杨妻和他发生关系。杨妻素刚烈，无以忍耐，派侍者写信给杨崇本：“丈夫你作为节度使，拥旄仗钺，却不能保护妻子。我现在已成了朱公的女人，今生无面目见你了，准备用刀或绳子自杀了。”
杨崇本收到信后，痛苦抽泣。朱全忠讨伐凤翔结束后，将杨崇本包括妻子在内的家眷还给杨崇本，杨崇本决心对抗朱全忠。天祐元年（904年）正月，他把名字改回李继徽，以儿子的身份写信给李茂贞：“唐室将灭，父亲何忍坐视！”与李茂贞合兵，准备攻长安，朱全忠迫昭宗下诏谴责李茂贞、李继徽，自己也被迫挟持昭宗奔东都洛阳。六月，李继徽、李茂贞和王建随后传檄合兵讨伐朱全忠，河东节度使李克用、卢龙节度使刘仁恭、淮南节度使杨行密、忠义节度使赵匡凝都响应，关中大震，在他们影响下，朱全忠决定于同年弑唐昭宗，立昭宗子唐哀帝为新君。他还派时任镇国军节度使的朱友裕为行营都统屯永寿百仁村对抗他们，出师讨静难，命部将保大节度使刘鄩弃保大军部鄜州，撤到同州。李茂贞、李继徽、王建会师岐阳，陈兵关中，朱全忠遣将王重师守雍州、刘知俊守同州以拒之。天复六年（906年）十月，李继徽与凤翔军及李茂贞治下的保塞、彰义、保大三镇联军六万攻定难镇，列十五寨，军势很大，定难求救于朱全忠。朱全忠命刘知俊、康怀贞救定难。刘知俊受命为西路行营招讨使，先攻保大，俘保大军坊州刺史刘彦晖，败李茂贞、李继徽于幕谷，以五千军败李继徽六万军于美原，杀二万余众，夺马三千余匹，擒列校百余人，李继徽、胡章仅以身免，被迫撤回静难军部邠州。刘、康随后攻陷鄜州、保塞军部延州和其余三州。李茂贞军从此不振。
天复七年（907年），朱全忠迫使哀帝让位，终结唐朝，建立后梁，自称皇帝，史称梁太祖。李茂贞和李克用、王建、杨行密之子和繼承人楊渥一起拒绝承认这个新皇帝，并自己使用了一些帝王用具，实质上建立了新政权岐国，继续使用天复年号和唐朝的岐王封号，不称帝。李继徽仍为李茂贞附庸。
在唐末战乱中，遥领夷州刺史唐涣被李继徽所害。时唐涣之子唐穀尚幼，随母柳氏在李继徽家受到养育。

### 岐国年间
天复八年（908年）六月，李茂贞、李继徽合王建之师五万攻长安，遣使会兵于李克用的继任者晋王李存勖，李存勖遣监军张承业率师响应。九月，李茂贞、李继徽、王建三镇联军再次大举攻长安。
十一月，已被岐国收复的保塞军的时任节度使、李继徽养子李彦璋（本名胡敬璋）卒。李继徽派部将刘万子往代。但刘万子到任后，很快因暴虐失去军心，且勾连后梁。次年二月，李继徽让李彦璋养子延州牙将李延实杀了刘万子并接手保塞。保塞马军都指挥使高万兴与其弟高万金闻变，率部投降刘知俊。刘知俊奉梁太祖命会合高万兴，攻下丹、延、鄜、坊四州，岐国被迫弃保塞、保大，这两镇被后梁占领。
九年（909年）七月，李茂贞、李继徽与已从梁叛投岐的刘知俊都遣使告李存勖将大举伐朔方、定难，收关中，请李存勖出兵晋、绛以张兵势。十年（910年）七月，李茂贞、李继徽皆遣师来会李存勖，同讨朔方、定难。
十四年（914年）十二月，李继徽子李彦鲁毒杀李继徽，控制了军镇。史书并未记载他这么做的原因。十五年（915年）四月，李继徽养子李保衡（《十国春秋·刘知俊传》作李彦康）杀李彦鲁，投降后梁，使岐国永久失去了静难。
据《残唐李彦璋墓志》，李彦璋生前，李继徽曾为中书令。

## 子女
除李彦鲁、李彦康外，据《李彦璋墓志》，李继徽有亲子或养子：长子李彦博、李彦璋、李彦逄、李彦昇、李彦谦、李彦迺、李彦逵、李彦琥、李彦珪、李彦颖、李彦钺。